# العلاقات الغانية الكورية الجنوبية
العلاقات الغانية الكورية الجنوبية هي العلاقات الثنائية التي تجمع بين غانا وكوريا الجنوبية.

## مقارنة بين البلدين
هذه مقارنة عامة ومرجعية للدولتين:
| وجه المقارنة                                              | غانا         | كوريا الجنوبية                                                          |
| --------------------------------------------------------- | ------------ | ----------------------------------------------------------------------- |
| المساحة (كم2)                                             | 238.53 ألف   | 100.30 ألف                                                              |
| عدد السكان (نسمة)                                         | 26.91 مليون  | 51.47 مليون                                                             |
| الكثافة السكانية (ن./كم²)                                 | 112.82       | 513.16                                                                  |
| العاصمة                                                   | أكرا         | سول                                                                     |
| اللغة الرسمية                                             | لغة إنجليزية | اللغة الكورية                                                           |
| العملة                                                    | سيدي غاني    | وون كوري جنوبي                                                          |
| الناتج المحلي الإجمالي (بليون دولار)                      | 47.33 مليار  | 1.53 تريليون                                                            |
| الناتج المحلي الإجمالي (تعادل القوة الشرائية) بليون دولار | 115.41 مليار | 1.75 تريليون                                                            |
| الناتج المحلي الإجمالي الاسمي للفرد دولار أمريكي          | 1.37 ألف     | 27.22 ألف                                                               |
| الناتج المحلي الإجمالي للفرد دولار أمريكي                 | 4.08 ألف     |                                                                         |
| مؤشر التنمية البشرية                                      | 0.579        | 0.901                                                                   |
| رمز المكالمات الدولي                                      | +233         | +82                                                                     |
| رمز الإنترنت                                              | .gh          | .kr                                                                     |
| المنطقة الزمنية                                           | 00           | توقيت كوريا الجنوبية، ت ع م+09:00، آسيا/سيول ‏، ت ع م+08:00، ت ع م+08:30 |

## منظمات دولية مشتركة
يشترك البلدان في عضوية مجموعة من المنظمات الدولية، منها:
| علم المنظمة | اسم المنظمة                                                | تاريخ انضمام غانا | تاريخ انضمام كوريا الجنوبية |
| ----------- | ---------------------------------------------------------- | ----------------- | --------------------------- |
|             | مؤسسة التمويل الدولية                                      | 3 أبريل 1958      | 16 مارس 1964                |
|             | منظمة حظر الأسلحة الكيميائية                               | ?                 | ?                           |
|             | يونسكو                                                     | 11 أبريل 1958     | 14 يونيو 1950               |
|             | البنك الإفريقي للتنمية                                     | ?                 | ?                           |
|             | الأمم المتحدة                                              | 8 مارس 1957       | 17 سبتمبر 1991              |
|             | منظمة الشرطة الجنائية الدولية                              | ?                 | ?                           |
|             | البنك الدولي للإنشاء والتعمير                              | 20 سبتمبر 1957    | 26 أغسطس 1955               |
|             | العملية المشتركة للاتحاد الأفريقي والأمم المتحدة في دارفور | ?                 | ?                           |
|             | الاتحاد البريدي العالمي                                    | ?                 | ?                           |
|             | مؤسسة التنمية الدولية                                      | 29 ديسمبر 1960    | 18 مايو 1961                |
|             | منظمة التجارة العالمية                                     | ?                 | ?                           |
|             | الفريق المعني برصد الأرض                                   | ?                 | ?                           |
|             | المركز الدولي لتسوية المنازعات الاستشارية                  | 14 أكتوبر 1966    | 23 مارس 1967                |
|             | وكالة ضمان الاستثمار متعدد الأطراف                         | 29 أبريل 1988     | 12 أبريل 1988               |

## وصلات خارجية
- موقع وزارة الخارجية الغانية
- موقع وزارة الخارجية الكورية الجنوبية